# زيومارا موريسون
زيومارا موريسون (بالإسبانية: Ziomara Morrison) مواليد 15 فبراير 1989 في سانتياغو، تشيلي، هي لاعبة كرة سلة تشيلية. بدأت مسيرتها الاحترافية في سنة 2000. يبلغ طولها 6 قدم 4 بوصة (1.9 م).

## المسيرة الاحترافية
لعبت مع سان أنطونيو ستارز في سنة 2012، ثم لعبت مع نادي ريفاس لكرة السلة في موسم 2012–2013، ثم لعبت مع نادي بشكتاش لكرة السلة للسيدات في سنة 2014.

## روابط خارجية
- زيومارا موريسون على موقع الاتحاد الدولي لكرة السلة (الإنجليزية)
- زيومارا موريسون على موقع الاتحاد الوطني لكرة السلة النسائية (الإنجليزية)
- زيومارا موريسون على موقع كرة السلة الأوروبية.كوم (الإنجليزية)
- زيومارا موريسون على موقع بروبوليرز (الإنجليزية)
- زيومارا موريسون على موقع سبورتس رفرنس (الإنجليزية)